# Banksia verticillata
Espèce
Banksia verticillata est une espèce d'arbustes de la famille des Proteaceae.